# Acala Ch'ol

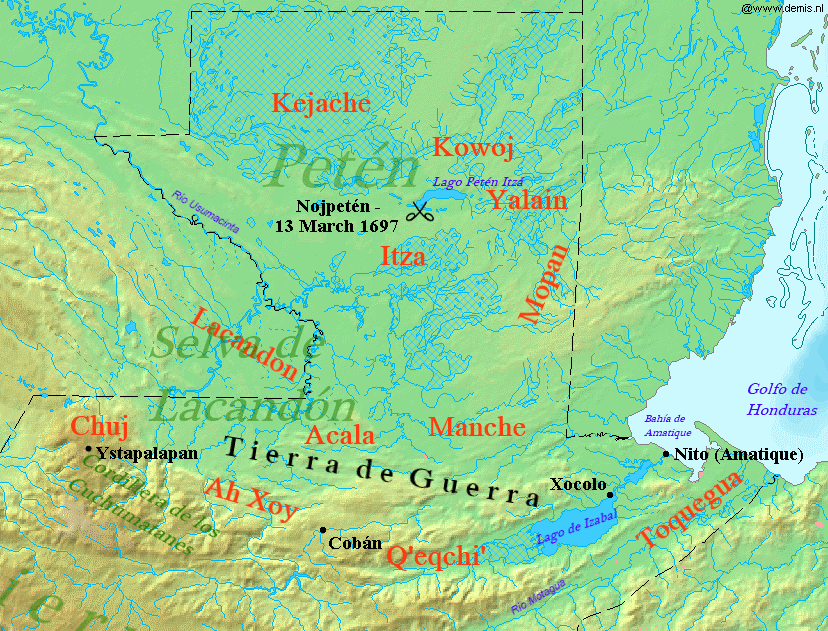
Mapa ilustrando o territorio habitado pelos Acala no seculo XVI.

Os Acala Ch'ol foram um povo Maia falante de Ch-ol que ocupou o território ao oeste de Mache Ch'ol e leste do Rio Chixoy no que hoje e o Departamento de Alta Verapaz da Guatemala. Os Acala (Ch'ol) não devem ser confundidos com o povo do antigo território Maia de Acalan, próximo a Laguna de Términos no México.
No século dezessete, os Acala tinham duas cidades principais: Cagbalam tinha 300 casas multifamiliares e Culhuacam tinha mais de 140. As cidades foram divididas em quatro setores, cada um governado por seu próprio governante. A população combinada destas duas cidades e estimada em 7000. Os Acala foram aliados dos Lakandon Ch'ol, seus vizinhos imediatos ao oeste, e os dois povos por vezes cooperavam militarmente. Sabe-se que os Acala faziam o cultivo de cacau e achiote (urucu).
Em 1555 os Espanhóis executaram uma expedição militar contra os Acala em retaliação pela matança de Domingo de Vico, um frade Dominicano, e seu companheiro Andrés López. Os Espanhóis e seu aliados Cristianizados, os Maias Q'eqchi, capturaram 260 Acalas, enforcando 80 deles; os prisioneiros restantes foram vendidos como escravos. Vários Acala foram encurralados pelos Q'eqchi' e removido à força para o estabelecimento dos distritos de San Marcos e San Juan Acala em Cobán, a capital colonial de Verapaz. Os Acala da região de Chama foram instalados no distrito de San Marcos, enquanto o distrito de San Juan Acala recebeu os antigos habitantes da região de Chisec. Em 1720, os Acala haviam sido completamente extintos de forma a não restar nem sequer memoria destes. Alguns do Ch'ols de Acala e Lakandos escaparam da remoção forcada em Cobán e retornaram para a antiga região de Acala, ao longo do trajeto do Rio Xoy, onde ficaram conhecidos como os Ah Xoy.